# Leioclema
Leioclema är ett släkte av mossdjur. Leioclema ingår i familjen Leioclemidae.
Leioclema är enda släktet i familjen Leioclemidae.
Kladogram enligt Catalogue of Life:
| Leioclema | \| \| Leioclema ahuettensis \| \| \| \| \| \| Leioclema serratula \| \| \| \| |
|           | \| \| Leioclema ahuettensis \| \| \| \| \| \| Leioclema serratula \| \| \| \| |
|           | Leioclema ahuettensis                                                         |
|           |                                                                               |
|           | Leioclema serratula                                                           |
|           |                                                                               |